# Lijst van voetbalinterlands België - Colombia
Deze lijst van voetbalinterlands is een overzicht van alle officiële voetbalwedstrijden tussen de nationale teams van België en Colombia. De landen speelden tot op heden twee keer tegen elkaar. De eerste ontmoeting was een vriendschappelijke interland op 3 juni 1998 in Brussel. Voor beide landen was dit een oefenwedstrijd in de voorbereiding op het Wereldkampioenschap voetbal 1998. Het laatste duel, een vriendschappelijke interland ter voorbereiding op het Wereldkampioenschap voetbal 2014 in Brazilië, vond plaats op 14 november 2013 in de Belgische hoofdstad.

## Wedstrijden
| № | Plaats  | Datum            | Competitie        | Wedstrijd         | Uitslag |
| - | ------- | ---------------- | ----------------- | ----------------- | ------- |
| 1 | Brussel | 3 juni 1998      | Vriendschappelijk | België – Colombia | 2 – 0   |
| 2 | Brussel | 14 november 2013 | Vriendschappelijk | België – Colombia | 0 – 2   |

## Samenvatting
| Competitie        | Totaal gespeeld | Winst België | Gelijk | Winst Colombia | Doelsaldo België – Colombia |
| ----------------- | --------------- | ------------ | ------ | -------------- | --------------------------- |
| Vriendschappelijk | 2               | 1            | 0      | 1              | 2 − 2                       |
| Totaal            | 2               | 1            | 0      | 1              | 2 − 2                       |

Wedstrijden bepaald door strafschoppen worden, in lijn met de FIFA, als een gelijkspel gerekend.

## Details

### Eerste ontmoeting
De eerste ontmoeting tussen de nationale voetbalploegen van België en Colombia vond plaats op 3 juni 1998. Het vriendschappelijke duel, bijgewoond door 9253 toeschouwers, werd gespeeld in het Koning Boudewijnstadion in Brussel, en stond onder leiding van scheidsrechter Stefan Ormandjiev uit Bulgarije. Het was voor Colombia de laatste test voor het begin van het Wereldkampioenschap voetbal 1998 in Frankrijk.
| Vriendschappelijk (Brussel, België, 3 juni 1998): |              | |
| België | 2 – 0        | Colombia |
| Danny Boffin 15' Marc Wilmots 31' | goals        | |
| Georges Leekens | bondscoach   | Hernán Darío Gómez |
| Filip De Wilde Bertrand Crasson 87' Lorenzo Staelens Gordan Vidovic Vital Borkelmans 69' Enzo Scifo 69' Marc Wilmots 80' Franky Van der Elst Danny Boffin Luc Nilis 69' Luis Oliveira 80' | opstellingen | Óscar Córdoba Wilmer Cabrera Ever Palacios Iván Córdoba José Fernando Santa Harold Lozano Mauricio Serna Carlos Valderrama 46' Freddy Rincón 64' Antony de Ávila Faustino Asprilla |
| Émile Mpenza 69' Philippe Clement 69' Gert Verheyen 69' Glen De Boeck 80' Mbo Mpenza 80' Eric Deflandre 87'                                                                               | wissels      | 46' Víctor Aristizábal 64' Adolfo Valencia |
| Bertrand Crasson 42' Luis Oliveira 44' Gordan Vidovic 74' Philippe Clement 80' | gele kaarten | 45' Mauricio Serna 61' Antony de Ávila |

### Tweede ontmoeting
De tweede ontmoeting tussen de nationale voetbalploegen van België en Colombia, voor aanvang van de wedstrijd respectievelijk de nummers 5 en 4 van de FIFA-wereldranglijst, vond plaats op 14 november 2013. Het vriendschappelijke duel werd gespeeld in het Koning Boudewijnstadion in Brussel. Het was voor Colombia de laatste test voor de oefenwedstrijd tegen Nederland op 19 november 2013.
Marc Wilmots, die in 1998 bij de eerste ontmoeting nog scoorde en won met de Rode Duivels, stond ruim vijftien jaar later als bondscoach aan de verliezende kant.
| Vriendschappelijk (Brussel, België, 14 november 2013): |              | |
| België | 0 – 2        | Colombia |
| | goals        | 51' Radamel Falcao 66' Víctor Ibarbo |
| Marc Wilmots | bondscoach   | José Pékerman |
| Simon Mignolet Jan Vertonghen Thomas Vermaelen Toby Alderweireld Thomas Meunier Eden Hazard 66' Steven Defour 58' Axel Witsel Kevin De Bruyne 58' Marouane Fellaini 69' Christian Benteke 80' | opstellingen | Faryd Mondragón Pablo Armero Cristián Zapata Luis Perea Santiago Arias 84' Carlos Sánchez 63' Aldo Ramírez 60' Luis Muriel 79' James Rodríguez 69' Juan Cuadrado 71' Radamel Falcao |
| Kevin Mirallas 58' Romelu Lukaku 58' Dries Mertens 66' Mousa Dembélé 75' | wissels      | 60' Víctor Ibarbo 63' Abel Aguilar 69' Fredy Guarín 71' Jackson Martínez 79' Macnelly Torres 84' Alexander Mejía                                                                    |
| | gele kaarten | 79' Santiago Arias |

KBVB · A-internationals · Selecties · Statistieken · Bondscoaches · Belgisch vrouwenelftal · Olympisch elftal · België U21 · België U20 · België U19 · België U18 · België U17 · België U16 · Vrouwen U19 · Vrouwen U17
Albanië ·
Algerije ·
Andorra ·
Argentinië ·
Armenië ·
Australië ·
Azerbeidzjan ·
Bosnië en Herzegovina · 
Brazilië ·
Bulgarije ·
Burkina Faso ·
Canada ·
Chili ·
Colombia ·
Costa Rica ·
Cyprus ·
DDR ·
Denemarken ·
Duitsland ·
Egypte ·
El Salvador ·
Engeland ·
Estland ·
Faeröer ·
Finland ·
Frankrijk ·
Gabon ·
Gibraltar ·
Griekenland ·
Hongarije ·
Ierland ·
IJsland ·
Irak ·
Israël ·
Italië ·
Ivoorkust ·
Japan ·
Joegoslavië ·
Kazachstan ·
Kroatië · 
Letland ·
Litouwen ·
Luxemburg ·
Malta ·
Marokko ·
Mexico ·
Montenegro · 
Nederland ·
Noord-Ierland ·
Noord-Macedonië ·
Noorwegen ·
Oekraïne ·
Oostenrijk ·
Panama · 
Paraguay ·
Peru ·
Polen ·
Portugal ·
Qatar ·
Roemenië ·
Rusland ·
San Marino ·
Saoedi-Arabië ·
Schotland ·
Servië ·
Servië en Montenegro ·
Slovenië ·
Slowakije ·
Sovjet-Unie ·
Spanje ·
Tsjechië ·
Tsjecho-Slowakije ·
Tunesië · 
Turkije · 
Uruguay · 
Verenigde Staten · 
Wales · 
Wit-Rusland ·
Zambia · 
Zuid-Korea · 
Zweden · 
Zwitserland
Algerije (2014) ·
Argentinië (2014) · 
Brazilië (2018) · 
Canada (2022) · 
Denemarken (2021) · 
Engeland (2018, 1) · 
Engeland (2018, 2) · 
Finland (2021) · 
Frankrijk (1904) ·
Frankrijk (2018) · 
Ierland (2016) · 
Italië (2016) · 
Italië (2021) · 
Japan (2018) · 
Kroatië (2022) · 
Marokko (2022) · 
Nederland (1985) · 
Panama (2018) ·
Polen (1982) · 
Portugal (2021) · 
Rusland (2014) · 
Rusland (2021) · 
Sovjet-Unie (1982) · 
Tunesië (2018) · 
Verenigde Staten (2014) ·
West-Duitsland (1980) · 
Zuid-Korea (2014)
Colfútbol · A-internationals · Selecties · Statistieken · Bondscoaches · Colombiaans vrouwenelftal · Olympisch elftal · Colombia U20 · Colombia U17
1938 – 1949 ·
1950 – 1959 ·
1960 – 1969 ·
1970 – 1979 ·
1980 – 1989 ·
1990 – 1999 ·
2000 – 2009 ·
2010 – 2019 ·
2020 – 2029
WK 1962 · 
WK 1990 · 
WK 1994 · 
WK 1998 · 
WK 2014 · 
WK 2018
OS 1968 · 
OS 1972 · 
OS 1980 · 
OS 1992 · 
OS 2016
1938 · 
1939 · 1940 · 1941 · 1942 · 1943 · 1944 · 
1946 · 
1947 · 
1948 · 
1949 · 
1950 · 1951 · 1952 · 1953 · 1954 · 1955 · 1956 · 
1957 · 
1958 · 1959 · 1960 · 
1961 · 
1962 · 
1963 · 
1964 · 
1965 · 
1966 · 
1967 · 
1968 · 
1969 · 
1970 · 
1971 · 
1972 · 
1973 · 
1974 · 
1975 · 
1976 · 
1977 · 
1978 · 
1979 · 
1980 · 
1981 · 
1982 · 
1983 · 
1984 · 
1985 · 
1986 · 
1987 · 
1988 · 
1989 · 
1990 ·
1991 · 
1992 · 
1993 · 
1994 · 
1995 · 
1996 · 
1997 · 
1998 · 
1999 · 
2000 · 
2001 · 
2002 · 
2003 · 
2004 · 
2005 · 
2006 · 
2007 · 
2008 · 
2009 · 
2010 · 
2011 · 
2012 · 
2013 · 
2014 · 
2015 · 
2016 · 
2017 ·
2018 ·
2019 ·
2020 ·
2021
Algerije ·
Argentinië ·
Australië ·
Bahrein ·
België ·
Bolivia · 
Brazilië ·
Canada ·
Chili ·
China · 
Costa Rica ·
Cuba ·
DDR ·
Duitsland ·
Ecuador ·
Egypte ·
El Salvador ·
Engeland ·
Finland ·
Frankrijk ·
Griekenland ·
Guatemala · 
Haïti ·
Honduras ·
Hongarije ·
Hongkong ·
Ierland ·
Irak ·
Israël ·
Ivoorkust ·
Jamaica ·
Japan ·
Joegoslavië ·
Jordanië ·
Kameroen ·
Koeweit · 
Liberia · 
Marokko ·
Mexico ·
Montenegro ·
Nederland ·
Nederlandse Antillen ·
Nicaragua ·
Nieuw-Zeeland · 
Nigeria ·
Noord-Ierland ·
Noorwegen ·
Panama ·
Paraguay ·
Peru ·
Polen ·
Puerto Rico ·
Qatar ·
Roemenië ·
Saoedi-Arabië ·
Schotland ·
Senegal ·
Servië ·
Slovenië ·
Slowakije ·
Sovjet-Unie ·
Spanje ·
Trinidad en Tobago ·
Tsjecho-Slowakije ·
Tunesië · 
Turkije · 
Uruguay ·
Venezuela ·
Verenigde Arabische Emiraten · 
Verenigde Staten ·
Zuid-Afrika ·
Zuid-Korea ·
Zweden ·
Zwitserland
Brazilië (2014) ·
Engeland (2018) ·
Griekenland (2014) ·
Ivoorkust (2014) ·
Japan (2014) ·
Japan (2018) ·
Polen (2018) ·
Senegal (2018) ·
Uruguay (2014)